# Powiat włodzimierski
Powiat włodzimierski – dawny powiat województwa wołyńskiego Wielkiego Księstwa Litewskiego, następnie Korony Królestwa Polskiego w Rzeczypospolitej Obojga Narodów, po rozbiorach w guberni wołyńskiej, później pod Zarządem Cywilnym Ziem Wschodnich w Okręgu Wołyńskim, od 17 stycznia 1920 r. pod Zarządem Cywilnym Ziem Wołynia i Frontu Podolskiego. 1 czerwca 1920 r. przekazany Rządowi Rzeczypospolitej Polskiej. 12 grudnia 1920 r. pod Zarządem Terenów Przyfrontowych i Etapowych z powiatu wyłączono gminy: Brany, Chorów, Podberezie, Świniuchy, Skobiełka, Kisielin i Horochów do nowo utworzonego powiatu horochowskiego gminy: Bereźce, Hołowno, Huszcza, Luboml, Pulmo, Szack i Zgorawy do nowo utworzonego powiatu lubomelskiego oraz gminy: Krymno i Nowy Dwór do powiatu kowelskiego. 19 lutego 1921 r. wszedł w skład nowo utworzonego województwa wołyńskiego II Rzeczypospolitej. Jego siedzibą było miasto Włodzimierz. W skład powiatu wchodziło 7 gmin wiejskich, 2 miejskie, 250 gromad wiejskich (sołectw) i 2 miasta.

## Dane
Powiat włodzimierski zajmował południowo-zachodnią część województwa wołyńskiego i graniczył: od zachodu z województwem lubelskim (powiat hrubieszowski), od północy z powiatem lubomelskim, od wschodu częściowo z powiatem kowelskim, częściowo zaś z horochowskim, od południa z województwem lwowskim (powiat sokalski).
Powierzchnia powiatu wynosiła 2208 km², zaś ludność określała się liczbą 150,4 tys. osób (według spisu z 1931 r.), a więc dawała wskaźnik zaludnienia 68 os./km².
Powiat w większości zamieszkany był przez ludność ukraińską liczącą 88,2 tys. osób (58,6%). Drugą narodowością pod względem liczebności była ludność polska licząca 40,2 tys. (26,7%), reszta to głównie Żydzi i Czesi.
Według drugiego powszechnego spisu ludności z 1931 roku powiat liczył 150 374 mieszkańców, 38 483 było rzymskokatolickiego wyznania, 1636 – unickiego, 88 005 – prawosławnego wyznania, 2262 – augsburskiego, 10 – reformowanego, 693 osób podało wyznanie ewangelickie bez bliższego określenia, 1926 – inne chrześcijańskie, 17 331 – mojżeszowe, 3 – inne niechrześcijańskie, 16 osób nie podało przynależności konfesyjnej.

## Podział administracyjny

### Gminy (1933/1936)
- gmina Chotiaczów
- gmina Grzybowica
- gmina Korytnica
- gmina Mikulicze
- gmina Olesk
- gmina Poryck
- gmina Uściług (miejska)
- gmina Werba
- gmina Włodzimierz (miejska)

### Miasta
- Uściług
- Włodzimierz

## Starostowie
- Kazimierz Brzostowski (1920–)[8]
- Wacław Malanowski (1921–1924)
- Ignacy Drojanowski (-1930)[9][10]
- mjr dypl. rez. piech. Kazimierz Ring (od I 1937[11])
- Roman Siła-Nowicki (1938-1939)